# Raffaele Lombardi Satriani
Raffaele Lombardi Satriani (Briatico, 20 agosto 1873 – Catanzaro, 21 giugno 1966) è stato un etnologo italiano.

## Biografia
Nacque nella frazione di San Costantino di Briatico, in Calabria, in una famiglia nobile. Zio dell'antropologo Luigi Lombardi Satriani, è stato una figura chiave nelle ricerche sul folclore popolare calabrese. 
Si dedicò alla raccolta di una serie di proverbi calabresi che furono ciclicamente pubblicati sulla rivista "Folklore calabrese". 
A seguire, pubblicò in sei volumi una raccolta di canti e racconti popolari calabresi dal titolo Canti popolari calabresi.

## Pubblicazioni
- Canti popolari calabresi, volume I (Il Progresso, Laureana di Borrello, 1928)
- Canti popolari calabresi, volume II (De Simone, Napoli, 1931)
- Canti popolari calabresi, volume III (De Simone, Napoli, 1932)
- Canti popolari calabresi, volume IV (De Simone, Napoli, 1933)
- Canti popolari calabresi, volume V (De Simone, Napoli, 1934)
- Canti popolari calabresi, volume VI (De Simone, Napoli, 1940)
- Credenze popolari calabresi, volume I (De Simone, Napoli, 1951)
- Racconti popolari calabresi, volume I (De Simone, Napoli, 1953)
- Racconti popolari calabresi, volume II (La Modernissima, Vibo V. Marina, 1953)
- Racconti popolari calabresi, volume III (La Modernissima, Vibo V. Marina, 1953)
- Racconti popolari calabresi, volume IV (Brenner, Cosenza, 1963)